# Kangrali (KH)
Kangrali (KH) is een census town in het district Belgaum van de Indiase staat Karnataka. 

## Demografie
Volgens de Indiase volkstelling van 2001 wonen er 8423 mensen in Kangrali (KH), waarvan 51% mannelijk en 49% vrouwelijk is. De plaats heeft een alfabetiseringsgraad van 73%. 